# Bundalong
Bundalong – miejscowość w Australii w stanie Wiktoria, położona przy drodze Murray Valley, w pobliżu ujścia rzeki Ovens do rzeki Murray i jeziora Mulwala.